# 1984年冬季残疾人奥林匹克运动会西班牙代表团
1984年冬季残疾人奥林匹克运动会西班牙代表团是西班牙派出的1984年冬季残疾人奥林匹克运动会代表团。未获得奖牌。